# Cabana (plaats)
Cabana, ook wel Kabana, is een dorp in het ressort Boven-Saramacca in Suriname. In het dorp wonen marrons van het volk Kwinti.
Het ligt aan de Cabanakreek die later in het oosten uitmondt in de Saramaccarivier. Naast een verbinding via een weg is er een luchtverbinding van Zorg en Hoop Airport in Paramaribo naar de Cabana Airstrip.
Bofe · Boslanti · Cabana · Heidoti · Kwattahede · Makajapingo · Mamadam · Misalibiekondre · Moetoetoetabriki · Nieuw-Jacobkondre · Oemakondre · Pakkapakka · Poesoegroenoe · Stonkoe · Villa Brazil